# Ефимов, Михаил Никифорович
Михаи́л Ники́форович Ефи́мов (13 ноября 1881, деревня Дуброва, Смоленская губерния, Российская империя — 11 августа 1919, Одесса, УНР) — первый русский авиатор, механик, известный спортсмен начала XX века.

## Биография
В Одессу Михаил Ефимов приехал в десятилетнем возрасте вместе с семьей. Отец Михаила, Никифор Ефимов, в Одессе устроился работать слесарем, его сыновья — Владимир, Михаил и Тимофей — пошли учиться в Одесское железнодорожное техническое училище. Все братья впоследствии стали известными авиаторами своего времени.
Ещё во время учёбы Михаил увлекся велоспортом, неоднократно завоевывал призы. Работал электриком на телеграфе.
В 1907 году приобрёл мотоцикл марки «Пежо». В 1908 и 1909 годах становился чемпионом России по мотоциклетному спорту.
В 1909 году совершил первый в Одессе полёт на планере. В том же году при финансовой поддержке барона И. Ксидиаса уехал во Францию для обучения и получения диплома пилота (по условиям договора Ефимов должен был три года отрабатывать вложенные в обучение средства).
Во время обучения, которое проходило в городе Мурмелон (фр.), М. Ефимов проявил себя одним из талантливейших учеников — его обучением занимался лично Анри Фарман. 25 декабря 1909 года Михаил Ефимов выполняет свой первый самостоятельный полёт на аэроплане, совершив посадку через 45 минут (обычно, начинающие пилоты находились в воздухе всего несколько минут). Вскоре после сдачи экзамена (диплом аэроклуба Франции от 15.02.1910 № 31) он установил рекорд по продолжительности полёта с пассажиром (предыдущий рекорд принадлежал Орвиллу Райту). По возвращении в Одессу М. Ефимову удалось расторгнуть контракт с И. С. Ксидиасом за счёт средств, взятых в долг у Анри Фармана.
21 марта 1910 года в Одессе состоялся первый полёт Михаила Ефимова в присутствии публики (100 тысяч человек), аэродромом послужило поле Одесского ипподрома, эта дата считается первым авиационным полётом в России. В тот день М. Ефимов поднимался в воздух пять раз, выполнив три круга на высоте 50 метров и два полёта с пассажирами — банкирами бароном И. Ксидиасом и председателем одесского «Аэроклуба» Артуром Анатрой. Полёты были осуществлены на аэроплане «Фарман-IV». Это были первые публичные полеты на территории Российской империи, заложившие начало развития отечественной авиации. После приземления на Михаила Никифоровича Ефимова был надет лавровый венок с надписью: «Первому русскому авиатору».
В апреле 1910 года Михаил Ефимов выиграл престижные соревнования авиаторов в Ницце, причем за счёт призовых денег он смог полностью расплатиться с Фарманом, который предложил ему работу, и приобрести собственный самолёт.
В последующие годы Михаил Ефимов удачно выступал на авиационных состязаниях в Вероне, Руане, Реймсе, Будапеште, занимая первые и вторые места.
Важной вехой в истории российской авиации стал Всероссийский праздник воздухоплавания в Петербурге осенью 1910 года. Михаил Ефимов завоевал множество призов, познакомился с профессором Н. Е. Жуковским, а также принял предложение военного ведомства руководить подготовкой лётчиков в Севастополе. На авиационные состязания в Петербург к Ефимову приехал одесский велогонщик Харитон Славороссов, мечтавший стать авиатором, и стал работать у него механиком бесплатно. Так он освоил технику, а Ефимов ввёл его в авиационные круги. Впоследствии Славороссов тоже стал известным авиатором. Работая с 1910 года инструктором в севастопольской авиашколе, Ефимов впервые осуществил крутые виражи, пикирование и планирующий полёт с выключенным двигателем. Был удостоен звания почётного гражданина Севастополя.
Возрастающее могущество авиации было продемонстрировано на Второй международной авиационной неделе, состоявшейся в Петербурге с 14 мая по 22 мая 1911 года и носившей преимущественно «военный» характер. Были полеты и на меткость попадания в цель снарядом с высоты не менее ста метров, и на точность посадки. В качестве снарядов использовались бумажные пакеты с мелом. Посадку требовалось произвести в очерченный на поле аэродрома контур корабля. В него же требовалось попасть и при метании снарядов. Победителем в меткости бомбометания оказался М. Н. Ефимов, показавший и наилучшую точность посадки — в пяти метрах от центра «палубы».
В 1912 изобрёл приспособление, позволявшее пилоту запускать авиационный двигатель без посторонней помощи.
В 1914 году началась Первая мировая война, и Михаил Ефимов подает рапорт с просьбой отправить его на фронт. С апреля 1915 года Михаил Никифорович находился в действующей армии в качестве лётчика-охотника (добровольца) 32-го авиационного отряда. Здесь он выполнял смелые рейды по неприятельским тылам, дерзко и успешно бомбил и фотографировал позиции противника. После перевода в авиационный отряд гвардейского корпуса Ефимов по-прежнему выполнял самые ответственные задания и заведовал технической частью. Осенью его после нескольких ходатайств руководства школы авиации откомандировали на Качу. К этому времени лётчик был полным георгиевским кавалером. А в ноябре 1915 года Ефимова произвели в прапорщики.
В книге «Соперники орлов» в главе «Дайте построить аэроплан!», утверждается, что в феврале 1916 года Ефимова прикомандировали к 25-му корпусному авиаотряду при Киевской военной школе летчиков-наблюдателей «для разработки проекта аппарата собственной системы».
По утверждению Е. В. Королевой, в Киеве Ефимов «напряженно трудился над проектом аэроплана. Детали изготовляет и испытывает в мастерских Политехнического института и школы летчиков-наблюдателей.» Но работу завершить не удалось, из-за интриги военных чиновников Авиаканца во главе с самим шефом авиации Великим князем А. М. Романовым. Вскоре прапорщика Ефимова откомандировали на фронт, а когда он, решив завершить начатое дело, самовольно уехал в Севастополь «испытать некоторые узлы будущего аэроплана — а сделать это возможно лишь в Качинской школе», его посадили на гауптвахту с угрозами предать трибуналу по законам военного времени. Арест сильно повлиял на лётчика, рассказывал он Шатерникову и другим офицерам 25-го авиаотряда, что его «под Пасху отпустили, как это делают с разбойниками», Ефимов «плакал, что было так несовместимо с его мужественным обликом».
В конце лета — начале осени 1916 года Ефимов с фронта подал рапорт шефу авиации с описанием проекта и заявил, что некая «английская фирма желает купить мои чертежи двухмоторного блиндированного аэроплана-истребителя для постройки в Англии». После этого рапорта «великий князь среагировал немедленно и предложил представить ему чертежи». Впоследствии Е. В. Королева, найдя в фондах военно-исторического архива (РГВИА) лишь пояснительную записку без чертежей, предположила, что «они были проданы союзной Англии».
В 1916 году Михаила Ефимова перевели на Румынский фронт, где он служил сначала в 6-м, затем в 4-м авиаотрядах истребителей на самолёте «Ньюпор-11». На этом истребителе летчик выполнил десятки боевых вылетов и одержал ряд побед.
В начале 1917 года его перевели в Севастопольскую гидроавиацию флагманским лётчиком бригады. Здесь Михаил Ефимов узнал о Февральской революции, его избирают членом комитета гидроавиации. «…Ефимов ещё раньше примкнул к большевикам. Он оказался отличным агитатором, вёл большую агитационную работу среди летчиков и матросов. Все его любили и уважали. Мы летали тогда в операциях против разных белых банд. Ефимов также принимал участие в этих боевых действиях», — это строки из письма бывшего морского летчика Е. И. Погосского.
Весной 1918 года Крым практически без сопротивления большевиков был оккупирован германской армией. Большевик Ефимов был арестован, но спустя год, когда Крым вновь перешёл под контроль большевиков, освобождён. Но советская власть в 1919 году в Крыму продержалась недолго. Наступление войск ВСЮР заставило красных эвакуироваться. Ефимов отступал в красных частях в качестве водителя автоколонны. Автоколонна застряла под Херсоном, машины пришлось бросить и сжечь, а Михаил Ефимов пешком добрался в Одессу.
В августе 1919 года в Одессе высадился белогвардейский десант. Михаил Ефимов пытался бежать, но его арестовала команда эсминца «Живой» под командованием А. Д. Кисловского и казнила.

## Память
- В Одессе именем Ефимова названа улица на Ближних Мельницах, установлены мемориальные доски на Княжеской улице, на здании бывшего железнодорожного технического училища (Одесский техникум железнодорожного транспорта), на трибуне Одесского ипподрома.
- 31 мая 1988 года Международный планетный центр утвердил название «Ефимов» для малой планеты номер 2754. В официальном извещении сообщается, что название дано «в память русского авиатора Михаила Никифоровича Ефимова (1881—1919), который в числе первых летчиков осуществил спирали и виражи».
- 27 апреля 2005 года на Одесском авиационном заводе в торжественной обстановке был открыт памятник М. Н. Ефимову. В Гатчине установлен памятник М. Н. Ефимову, а на стеле «Город воинской славы» размещён барельеф с его изображением.
- В честь М. Ефимова назван самолёт Sukhoi Superjet 100 (регистрационный номер RA-89052) компании Аэрофлот[7]

## Награды
- Солдатские Георгиевские кресты всех степеней.
- Орден Св. Анны 3-й ст. с мечами.

## Сочинения
Ефимов М. Н. О своих полетах: Сообщение в воздухоплавательном кружке при имп. техн. уч-ще // ВНС. — 1910. — № 5. — С. 3.